# ヴラディミル・ペトコヴィッチ
ヴラディミル・ペトコヴィッチ（Vladimir Petković, 1963年8月15日 - ）は、ボスニア系スイス人の元サッカー選手、サッカー指導者。2024年2月よりアルジェリア代表の監督を務めている。
旧ユーゴスラビアのサラエヴォ出身でボスニア・ヘルツェゴビナの他にスイスとクロアチア国籍を有している。

## 経歴
ユーゴスラビアでデビューした後、24歳でスイスに渡り、2部リーグを中心にサッカー選手としてのキャリアを送った。1997年に指導者としてデビューすると、2007-2008シーズンにおいてACベッリンツォーナを一部昇格に導いた手腕を評価され、翌シーズン中にヤングボーイズの監督に途中就任した。同シーズンおよび2009-2010シーズンにおいて2年連続で2位となり、名が知られるようになる。2012-2013シーズンよりイタリア・セリエAのラツィオ監督に就任。ラツィオSDのイグリ・ターレからは「野心とクオリティを持った監督である」と評価を受けた。
2013年12月23日、2014 FIFAワールドカップ後からスイス代表の監督に就任することが発表された。その後UEFA EURO 2016、2018 FIFAワールドカップ、UEFA EURO 2020などの本大会出場に導き、2021年7月に退任した。
2021年7月27日、FCジロンダン・ボルドー監督に就任。しかし、チームは2022-22シーズン降格圏に低迷し、2022年2月7日に解任された。
2024年2月29日、アルジェリア代表の監督に就任した。

## 人物
監督として選手とのコミュニケーションを重要視し、スイス代表では多様な国をルーツにもつ選手たちを得意の語学によってまとめた。話せる言葉は母国語のボスニア語をはじめ、イタリア語、フランス語、英語、スペイン語、ドイツ語、ロシア語と、多岐にわたる。

## 監督成績
2022年2月12日現在
| クラブ               | 国           | 就任          | 退任          | 記録 | 記録 | 記録 | 記録 | 記録   |
| クラブ               | 国           | 就任          | 退任          | 試   | 勝   | 分   | 敗   | 勝率   |
| -------------------- | ------------ | ------------- | ------------- | ---- | ---- | ---- | ---- | ------ |
| ベッリンツォーナ     | スイスの旗   | 1997年7月     | 1998年5月     | 30   | 12   | 7    | 11   | 040.00 |
| マルカントーンアニョ | スイスの旗   | 1999年        | 2004年        | 166  | 86   | 42   | 38   | 051.81 |
| ルガーノ             | スイスの旗   | 2004年6月     | 2005年6月     | 36   | 14   | 10   | 12   | 038.89 |
| ベッリンツォーナ     | スイスの旗   | 2005年10月    | 2008年6月     | 135  | 72   | 28   | 35   | 053.33 |
| ヤングボーイズ       | スイスの旗   | 2008年8月     | 2011年5月8日  | 131  | 78   | 21   | 32   | 059.54 |
| サムスンスポル       | トルコの旗   | 2011年7月1日  | 2012年1月27日 | 22   | 4    | 7    | 11   | 018.18 |
| シオン               | スイスの旗   | 2012年5月15日 | 2012年6月1日  | 4    | 1    | 0    | 3    | 025.00 |
| ラツィオ             | イタリアの旗 | 2012年6月2日  | 2014年1月4日  | 81   | 37   | 22   | 22   | 045.68 |
| スイス代表           | スイスの旗   | 2014年7月1日  | 2021年7月26日 | 78   | 41   | 18   | 19   | 052.56 |
| ボルドー             | フランスの旗 | 2021年7月27日 | 2022年2月12日 | 25   | 5    | 8    | 12   | 020.00 |
| 合計                 | 合計         | 合計          | 合計          | 708  | 350  | 163  | 195  | 049.44 |

## タイトル
指導者
 SSラツィオ
- コッパ・イタリア 2012-13